# Tongrube bei Utscheid
Koordinaten: 49° 58′ 40″ N, 6° 21′ 16″ O
Das Naturschutzgebiet Tongrube bei Utscheid liegt im Eifelkreis Bitburg-Prüm in Rheinland-Pfalz. Das etwa 5 ha große Gebiet, das im Jahr 1996 unter Naturschutz gestellt wurde, erstreckt sich südlich der Ortsgemeinde Utscheid. Unweit westlich verläuft die B 50. Schutzzweck ist die Erhaltung und Entwicklung von Sekundärbiotopen einer ehemaligen Tongrube im Bitburger Gutland.